# Alapta
Alapta (en griego, Ἀλαπτα) fue una antigua ciudad griega, situada en la península Calcídica.  
Es mencionada en el Periplo de Pseudo-Escílax como una de las ciudades que estaban habitadas por griegos situadas más allá de la península de Palene. Es citada entre las ciudades de Acanto y Aretusa.
La otra fuente que menciona Alapta es Galeno. Se desconoce su localización exacta.